# James Laughlin-díj
A James Laughlin-díj  (James Laughlin Award) az Amerikai Egyesült Államok egyik irodalmi díja, melyet évente ad át az Academy of American Poets  (Amerikai Költők Akadémiája).  A díj, melyet 1995-ig Lamont Poetry-díjként (Lamont Poetry Prize) neveztek, azon költőket szeretné kitüntetni, akik már második kötetükkel is bizonyították költői tehetségüket.
A díjat James Laughlin amerikai költő tiszteletére nevezték el, aki 1936-ban megalapította a New Directions Publishers kiadót.  A díjat 1954 óta adják át, melyhez  1995-től kezdődően a Drue Heinz Trust alapítvány jóvoltából 5000 amerikai dollár készpénz is párosul.

## Díjazottak
| Év   | Költő               | Könyv címe                                  |
| 2013 | Jillian Weise       | The Book of Goodbyes                        |
| 2012 | Catherine Barnett   | The Game of Boxes                           |
| 2011 | Anna Moschovakis    | You and Three Others Are Approaching a Lake |
| 2010 | Michael Dickman     | Flies                                       |
| 2009 | Jennifer K. Sweeney | How to Live on Bread and Music              |
| 2008 | Rusty Morrison      | the true keeps calm biding its story        |
| 2007 | Brenda Shaughnessy  | Human Dark with Sugar                       |
| 2006 | Tracy K. Smith      | Duende                                      |
| 2005 | Barbara Jane Reyes  | Poeta en San Francisco                      |
| 2004 | Jeff Clark          | Music and Suicide                           |
| 2003 | Vijay Seshadri      | The Long Meadow                             |
| 2002 | Karen Volkman       | Spar                                        |
| 2001 | Peter Johnson       | Miracles & Mortifications                   |
| 2000 | Liz Waldner         | A Point Is That Which Has No Part           |
| 1999 | Tory Dent           | HIV, Mon Amour                              |
| 1998 | Sandra Alcosser     | Except by Nature                            |
| 1997 | Tony Hoagland       | Donkey Gospel                               |

## Külső hivatkozások
- James Laughlin-díj hivatalos oldala angolul.